# Echinococcus
Echinococcus é um gênero de cestoda pertencentes à família Taeniidae, que parasita carnívoros em sua fase adulta (geralmente canídeos) e uma grande variedade de herbívoros e onívoros no estágio larval, geralmente no fígado e pulmão, embora possam ser encontrados em quase qualquer tecido, incluindo tecido ósseo.